# 4 mamme per un delitto
4 mamme per un delitto (Señoras del (h)AMPA) è una serie televisiva drammatica spagnola, creata da Carlos del Hoyo e Abril Zamora e prodotta da Mediaset España, Producciones Mandarina e Prime Video. È trasmessa in televisione su Telecinco dal 19 giugno 2019 al 26 aprile 2021 e su Cuatro dal 5 maggio 2021 e distribuita sul servizio di streaming Prime Video dal 16 ottobre 2020 al 9 aprile 2021.
In Italia la serie viene distribuita sul servizio di streaming Mediaset Infinity dal 3 aprile 2024.

## Trama

### Prima stagione
Mayte, Lourdes, Virginia e Amparo sono quattro donne che vivono nel quartiere madrileno di Carabanchel e rimangono sconvolte quando mettono fine accidentalmente alla vita di Elvira, una madre repellente esperta nel rovinare loro la vita durante le riunioni dell'Associazione delle Madri e dei Padri degli Studenti (AMPA) della scuola. Incapaci di confessare i fatti, finiscono per generare involontariamente una spirale di violenza che le trasformerà in pericolosi gangster alle prese con veri criminali.

### Seconda stagione
È passato un anno da quando Mayte, Lourdes, Virginia e Amparo sono riuscite a imprigionare la pericolosa banda criminale guidata da Carmona, ma la situazione è ancora lontana dalla calma. Dopo che Carmona finisce in prigione, le quattro iniziano una doppia vita da supereroine mascherate, dedicandosi alla lotta contro tutti i malfattori del quartiere, e allo stesso tempo gestiscono l'Associazione femminile: Begoña Cepeda, il cui nome onora la defunta amica che li ha aiutati così tanto in passato. Tuttavia, devono anche combinare tutta questa attività con la propria vita personale.

## Episodi
In Spagna la serie andata in onda in televisione su Telecinco dal 19 giugno 2019 al 26 aprile 2021 e su Cuatro dal 5 maggio 2021 e distribuita sul servizio di streaming Prime Video dal 16 ottobre 2020 al 9 aprile 2021: la prima stagione è stata trasmessa su Telecinco dal 19 giugno al 6 novembre 2019. La seconda stagione, divisa in due parti, è stata distribuita prima su Prime Video il 16 ottobre 2020 con la prima parte composta dai primi sette episodi e il 9 aprile 2021 con la seconda parte composta dai rimanenti sei; e in seguito trasmessa su Telecinco con il primo episodio il 26 aprile 2021, per poi spostarsi su Cuatro con i successivi sette episodi dal 5 maggio al 9 giugno 2021 e con i rimanenti sei episodi che andranno in onda a data da destinarsi.
In Italia la serie viene distribuita sul servizio di streaming Mediaset Infinity dal 3 aprile 2024: la prima stagione è stata interamente distribuita il 3 aprile 2024, mentre la seconda stagione è inedita.
| Stagione         | Episodi | Episodi | Prima TV Spagna | Pubblicazione Spagna | Pubblicazione Italia |
| ---------------- | ------- | ------- | --------------- | -------------------- | -------------------- |
| Prima stagione   | 13      | 13      | 2019            | inedita              | 2024                 |
| Seconda stagione | 13      | 7       | 2021            | 2020                 | inedita              |
| Seconda stagione | 13      | 6       | inedita         | 2021                 | inedita              |

## Personaggi e interpreti

### Prima stagione

#### Personaggi principali
- Lourdes Sanguino: impiegata presso la stazione di polizia; interpretata da Malena Alterio e doppiata da Angela Brusa.
- Mayte Soldevilla: madre separata e venditrice inesperta; interpretata da Toni Acosta e doppiata da Rossella Acerbo.
- Virginia Torres: giovane commessa di supermercato in attesa del secondo figlio; interpretata da Nuria Herrero e doppiata da Giulia Catania.
- Amparo Peláez: anziana custode del palazzo; interpretata da Mamen García e doppiata da Graziella Polesinanti.
- Elvira Navarro (episodi 1-9, 12-13): l'antipatica vittima accidentale; interpretata da Marta Belenguer e doppiata da Sabrina Duranti.
- Anabel Sorolla: migliore amica di Elvira; interpretata da Ainhoa Santamaría e doppiata da Francesca Manicone.

#### Personaggi secondari
- Carlos Moreno Ortiz marito di Virginia (episodi 1, 3-10, 13), interpretato da Juan Blanco.
- Asunción "Asun" ragazzina down che abita nella palazzina (episodi 1-2, 4-5, 8-13), interpretata da Ana Mencía, doppiata da Emanuela Annini.
- Begoña Cepeda capo delle venditrici (episodi 1-2, 4-6, 8-9, 11-13), interpretata da Nuria González, doppiata da Barbara Castracane.
- Ramón Pellicer Murillo direttore del supermercato (episodi 1-2, 4-8, 12-13), interpretato da Alberto Velasco, doppiato da Nanni Baldini.
- Juana "Juani" Zaldívar una delle madri dell'AMPA (episodi 1-13), interpretata da Maite Sandoval, doppiata da Antonella Baldini.
- Donna Concha (episodi 1-2, 8, 10), interpretata da Amparo Fernández, doppiata da Valeria Perilli.
- Curro giovane maestro della scuola (episodi 1-3, 5-9, 11-13), interpretato da Álex Barahona, doppiato da Simone Crisari.
- Gregorio Rodríguez marito separato di Mayte (episodi 1-3, 5-10, 12-13), interpretato da Fernando Coronado, doppiato da Riccardo Scarafoni.
- Goyo figlio di Mayte e Gregorio (episodi 1-3, 5-10, 13), interpretato da Miguel Rivera, doppiato da Alexander Gusev.
- Ispettore Ramos (episodi 4, 9-13), interpretato da Pablo Viña, doppiato da Gaetano Lizzio.
- Addetta alla reception (episodi 1, 6), interpretata da Esther Rivas, doppiata da Isabella Benassi.
- Mariano, malavitoso inesperto (episodi 1-8, 10-13), interpretato da Dafnis Balduz, doppiato da Paolo Vivio.
- Arturo Soto giovane agente di polizia (episodi 1-9), interpretato da Raúl Mérida, doppiato da Dimitri Winter.
- Vicente Román poliziotto marito di Lourdes (episodi 1-13), interpretato da Alfonso Lara, doppiato da Fabrizio Vidale.
- Andrés (episodi 2-6, 8-9), interpretato da Francisco Boira, doppiato da Alessandro Budroni.
- Desirè (episodi 2, 5-8, 10-13), interpretata da Raquel Guerrero, doppiata da Federica De Bortoli.
- Berto (episodi 2-6, 8-13), interpretato da Manolo Caro, doppiato da Francesco De Francesco.
- Manoli (episodi 2-13), interpretata da Lorena López, doppiata da Sara Ferranti.
- Chivo (episodi 2-13), interpretato da Fernando Valdivielso.
- Paloma (episodi 3, 5, 7, 13), interpretata da Bea de la Cruz, doppiata da Valentina Favazza.
- Elisabeth Palazuelos (episodi 3, 7, 9), interpretata da Carla Campra.
- Rafael "Rafa" (episodi 3-9), interpretato da Oriol Tarrason, doppiato da Saverio Indrio.
- Rebeca (episodi 4, 10, 12), interpretata da Irene Escalada, doppiata da Veronica Puccio.
- Arón Sánchez (episodio 7), interpretato da Txabi Franquesa, doppiato da Daniele Raffaeli.
- Capo della polizia (episodi 7, 9, 13), interpretata da Cristina García.
- Perito (episodio 1), doppiato da Francesco Silella.
- Pedro Conesa (episodi 1-5), interpretato da Fernando Cayo.
- Gloria (episodi 1, 5-6), interpretata da Malena Gutiérrez, doppiata da Roberta Gasparetti.
- Remedios (episodi 3, 10-13), interpretata da Carmen Balagué, doppiata da Antonella Giannini.
- Josefina Carmona (episodi 3-5, 7-13), interpretata da Gloria Muñoz, doppiata da Angiola Baggi.
- Félix (episodio 6), interpretata da Enrique Villén.
- Oscar (episodio 6), interpretato da Agustìn Mateo, doppiato da Francesco Silella.
- Madre di Virginia (episodi 7, 10-11, 13), interpretata da Elisa Matilla.
- Santiago Soldevilla (episodio 8), interpretato da Pepo Oliva.
- Psicologo (episodi 8, 11), interpretato da Carlos Chamarro.
- Chari (episodi 10-12), interpretata da Eva Tirado, doppiata da Guendalina Ward.
- Lagarto (episodi 10, 13), interpretato da Ramiro Blas, doppiato da Dario Oppido.
- Rosa Peláez (episodio 11), interpretata da Charo Zapardiel, doppiata da Cristina Dian.
- Carmen González López (episodio 11), interpretata da María Garralón.
- Poliziotto (episodio 11), doppiato da Simone Veltroni.
- Andrea (episodio 12), doppiata da Micaela Incitti.

### Seconda stagione

#### Personaggi principali
- Lourdes Sanguino, interpretata da Malena Alterio, doppiata da Angela Brusa.
- Mayte Soldevilla, interpretata da Toni Acosta, doppiata da Rossella Acerbo.
- Virginia Torres giobane commessa di un supermercato in attesa del secondo figlio, interpretata da Nuria Herrero, doppiata da Giulia Catania.
- Amparo Peláez, interpretata da Mamen García, doppiata da Graziella Polesinanti.
- Belinda Chamorro, interpretata da Pilar Castro.
- Anabel Sorolla (episodi 1-3, 5-13), interpretata da Ainhoa Santamaría, doppiata da Francesca Manicone.

#### Personaggi secondari
- Juana "Juani" Zaldivar (episodi 1, 12-13), interpretata da Maite Sandoval, doppiata da Antonella Baldini.
- Begoña Cepeda (episodio 1), interpretata da Nuria González, doppiata da Barbara Castracane.
- Carlos Moreno Ortiz (episodi 1, 3-4, 6, 9, 11-13), interpretato da Juan Blanco.
- Elisabeth Palazuelos (episodi 1-2, 12-13), interpretata da Carla Campra.
- Goyo (episodi 1-13), interpretato da Miguel Rivera, doppiato da Alexander Gusev.
- Raquel (episodi 1-2, 5-6, 8-10, 12-13), interpretata da Arlette Torres.
- Lorenzo Mayo (episodi 1-2, 6), interpretato da Javi Coll.
- Vanessa (episodi 1, 3-7, 13), interpretata da Anna Coll Miller.
- Ramón Pellicer Murillo (episodi 1-3), interpretato da Alberto Velasco, doppiato da Nanni Baldini.
- Berta Núñez (episodi 1-5, 8-13), interpretata da Julia Molins.
- Asunción "Asun" (episodi 1-6, 8-11, 13), interpretata da Ana Mencía, doppiata da Emanuela Annini.
- Arancha Rodríguez Soldevilla (episodi 1-9, 12-13), interpretata da Marina de Miguel.
- Vicente Román (episodi 1-13), interpretato da Alfonso Lara, doppiato da Fabrizio Vidale.
- Gregorio Rodríguez (episodi 1-9, 11-13), interpretato da Fernando Coronado, doppiato da Riccardo Scarafoni.
- Yolanda "Yoli" (episodi 1-6, 8-10, 12-13), interpretata da Mariola Fuentes.
- Juanjo (episodi 1-9, 11, 13), interpretato da Carlos González Fernández.
- Manoli (episodi 1-7, 9-13), interpretata da Lorena López, doppiata da Sara Ferranti.
- Matilde (episodi 2-3, 6-12), interpretata da Carmen Flores Sandoval.
- Rebeca (episodio 4), interpretata da Irene Escalada, doppiata da Veronica Puccio.
- Bermejo (episodi 4-6, 10-13), interpretato da Miguel Ángel Jiménez.
- Xiang (episodi 6, 12), interpretato da Nancy Yao.
- Madre di Virginia (episodi 1-2, 13), interpretata da Elisa Matilla.
- Remedios (episodi 1-8, 10-13), interpretata da Carmen Balagué, doppiata da Antonella Giannini.
- Cándida Murillo (episodio 3), interpretata da Verónica Forqué.
- Psicologo (episodi 5, 7), interpretato da Carlos Chamarro.
- Josefina Carmona (episodi 3-5, 7-8, 10-11, 13), interpretata da Gloria Muñoz, doppiata da Angiola Baggi.
- Gloria (episodi 6, 13), interpretata da Malena Gutiérrez, doppiata da Roberta Gasparetti.
- Rosa Peláez (episodio 12), interpretata da Charo Zapardiel, doppiata da Cristina Dian.
- Vedette presa (episodio 13), interpretata da Abril Zamora.
- Elvira Navarro (episodio 13), interpretata da Marta Belenguer, doppiata da Sabrina Duranti.

## Produzione
La serie è creata da Carlos del Hoyo e Abril Zamora, i quali hanno condiviso la regia con Vicente Villanueva, Jaime Botella e Inma Torrente e prodotta da Mediaset España, Producciones Mandarina e Prime Video.
La serie è interamente ambientata nelle strade di Carabanchel a Madrid. Le riprese della prima stagione sono iniziate a Madrid nel luglio 2018, mentre quelle della seconda stagione sono iniziate nell'ottobre 2019 e, nella stessa stagione, le attrici Pilar Castro, Mariola Fuentes e Julia Molins sono state incluse nel cast.
La serie è stata selezionata come la preferita dagli acquirenti tra dieci serie pre-proiettate al MIPDrama Summit durante la fiera MIPTV di Cannes 2019.
Nel febbraio 2021 è stato annunciato che Mediaset España non avrebbe prodotto la terza stagione della serie, essendo la seconda l'ultima, nonostante le sceneggiature della terza fossero già state scritte e fosse iniziato il casting per i nuovi personaggi. È stata offerta la vendita della serie ad Amazon Prime Video in modo che potessero continuarla, ma hanno rifiutato l'offerta.

## Distribuzione
Nel maggio 2021 la rete statunitense NBC ha acquistato i diritti della serie da Mediaset España per il suo adattamento internazionale con il titolo di Dangerous Moms. Il primo episodio pilota è scritto e prodotto da Janine Sherman Barrois (Claws, Criminal Minds, E.R. - Medici in prima linea), Rachel Kaplan di Absecon Entertainment, che funge da produttore esecutivo insieme a Tariq Jalil e Lucas Carter di Intrigue Entertainment. Le emittenti belga RTBF, brasiliana Globosat, latino-americana OnDIRECTV e tedesca Mediengruppe RTL Deutschland TVNOW hanno raggiunto accordi con il distributore spagnolo Mediaset España per mandare in onda la serie nei rispettivi mercati, mentre i diritti per l'adattamento della serie sono stati acquistati in Italia, Grecia, Romania e Ungheria.

## Riconoscimenti
- Almería International Film Festival
  - 2021: Premio come Miglior attrice in una serie comica a Toni Acosta

- Fotogrammi d'argento
  - 2020: Premio come Miglior attrice televisiva a Toni Acosta[16]

- Premio Feroz
  - 2020: Candidatura come Miglior attrice protagonista in una serie a Toni Acosta[17]
- Spanish Actors Union
  - 2020: Candidatura come Miglior attrice televisiva in un ruolo da protagonista a Toni Acosta[18]